# Viștea
Viștea é uma comuna romena localizada no distrito de Brașov, na região histórica da Transilvânia. A comuna possui uma área de 83.89 km² e sua população era de 2082 habitantes segundo o censo de 2007.